# Tonnay-Boutonne
Tonnay-Boutonne je naselje in občina v zahodnem francoskem departmaju Charente-Maritime regije Poitou-Charentes. Leta 2006 je naselje imelo 1.137 prebivalcev.

## Geografija
Kraj leži v pokrajini Saintonge ob reki Boutonne, 29 km severno od njenega središča Saintes.

## Uprava
Tonnay-Boutonne je sedež istoimenskega kantona, v katerega so poleg njegove vključene še občine Annezay, Chantemerle-sur-la-Soie, Chervettes, Nachamps, Puy-du-Lac, Puyrolland, Saint-Crépin, Saint-Laurent-de-la-Barrière, Saint-Loup in Torxé s 3.138 prebivalci.
Kanton Tonnay-Boutonne je sestavni del okrožja Saint-Jean-d'Angély.